# Санта-Мария-Стелла-Марис (титулярная церковь)
Санта-Мария-Стелла-Марис (лат. Titulus Sanctae Mariae Stellae Maris) — титулярная церковь была создана Папой Франциском 7 декабря 2024 года. Титул принадлежит церкви Санта-Мария-Стелла-Марис, расположенной в Лидо-ди-Остия виале деи Промонтори 113.

## Список кардиналов-священников титулярной церкви Санта-Мария-Стелла-Марис
- Ласло Немет — (7 декабря 2024 — по настоящее время).